# Ocydromus tetracolus tetracolus
Ocydromus tetracolus tetracolus é uma subespécie de insetos coleópteros pertencente à família Carabidae.
A autoridade científica da subespécie é Say, tendo sido descrita no ano de 1823.
Trata-se de uma subespécie presente no território português.